# Nancy LaMott
Nancy LaMott (Midland, 30 dicembre 1951 – New York, 13 dicembre 1995) è stata una cantante statunitense.
Nancy LaMott si dedicò soprattutto all'interpretazione delle canzoni del Great American Songbook. Jonathan Schwartz, un critico musicale di NPR, ha detto di LaMott: "È stata la più grande cantante di cabaret dopo Frank Sinatra"

## Infanzia
Nancy LaMott crebbe nel Midwest con i suoi genitori, Jack e Patricia LaMott, e il fratello maggiore Brett. Prese lezioni di canto da Mrs. Hath e Mrs. Pike, entrambe di Midland. Per un certo tempo, all'inizio degli anni '90, prese lezioni anche da Alix Korey.
Fu influenzata da Ella Fitzgerald, Frank Sinatra, e Eydie Gorme. Ha cominciato la sua carriera all'età di 15 anni, cantando nel gruppo del padre, i Barnstorm, nei quali suonava anche Brett, come batterista. In repertorio, molti pezzi di Johnny Mercer.
Tra i suoi artisti preferiti c'erano anche Tony Bennett, Barbra Streisand, Cleo Laine, Rosemary Clooney e Weslia Whitfield.
A 17 anni le venne diagnosticato la malattia di Crohn. Questa infiammazione intestinale cronica l'avrebbe afflitta seriamente in seguito, tormentandola con dolori addominali, spossatezza, diarree e reumatismi.

## Carriera
Nancy LaMott prese le mosse dalla California, dopo essere arrivata, ventenne, a San Francisco insieme a suo fratello Brett. All'inizio lavorava da impiegata da Pitney Bowes e la sera cantava nei night. Andò avanti così per quattro anni.
Un amico, "Bear" Mogerman, le prese un biglietto aereo per New York. Il 29 luglio 1979, Nancy atterrò con 1000$ in tasca, e cominciò a cantare in qualsiasi locale la scritturasse. In seguito, arrivò ad esibirsi in club noti come il Reno Sweeney, Copa, Don't Tell Mama, Eighty Eights, Alqonquin, Tavern on the Green, fino ad arrivare alla Carnegie Hall.
Si faceva accompagnare da Paul Greenwood (a New York e ad Atlantic City), Rick Jensen (dal giugno 1980 al 1985), e Christopher Marlowe le fece da direttore e arrangiatore (1985-1995). Scott Barnes divenne suo direttore e nel 1991, anche manager, fino alla morte di lei.
In repertorio, Nancy LaMott aveva grandi compositori americani come Irving Berlin, George e Ira Gershwin, Johnny Mercer, Cole Porter, Richard Rodgers (con Lorenz Hart o Oscar Hammerstein II), Cy Coleman, Harold Arlen, Stephen Sondheim, David Zippel, Alan Menken, Alan e Marilyn Bergman, Annie Dinerman, David Friedman, e Rick Jensen.
Al culmine della sua carriera, la LaMott ha cantato due volte alla Casa Bianca per il presidente Bill Clinton e sua moglie, il 1º dicembre 1993 e il 22 novembre 1994. Quando i Clinton vennero a sapere che i giorni di Nancy LaMott volgevano al termine, la chiamarono all'ospedale, dove una indebolita Nancy rispose a Bill Clinton "E non si dimentichi, Presidente, se ha bisogno non ha che da chiedere".
Nel gennaio 1993 si sottopose ad un intervento di ileostomia, operazione che migliorò sensibilmente le sue condizioni di salute.
Nel marzo del 1995, le venne diagnosticato un cancro uterino; ciò nonostante, Nancy LaMott pospose il necessario intervento per registrare "Listen To My Heart", che ultimò in due giorni. L'operazione poi rivelò che il cancro aveva prodotto metastasi.
L'ultima registrazione della LaMott fu "As I Remember Him" sull'album "This Life" di Portia Nelson, nella terza settimana del novembre del 1995. L'ultima uscita pubblica fu invece il 4 dicembre 1995, in una performance live organizzata dalla radio WQEW. In quello stesso giorno fece anche la sua ultima apparizione televisiva al Charles Grodin Show, sul canale CNBC, cantando "Moon River".
Il 13 dicembre 1995, padre Steven Harris la unì in matrimonio a Peter Zapp, poco più di un'ora prima che lei morisse, alle 23.40 al St. Luke's Roosevelt Hospital a New York City.
Una funzione in sua memoria venne celebrata l'11 febbraio 2006, alla Chiesa di San Paolo Apostolo a New York, alla quale intervennero più di 1500 persone, fra le quali Margaret Whiting, Tony Bennett, Peter Matz (arrangiatore/produttore del suo ultimo album), Alan e Marilyn Bergman.

## Discografia
I suoi otto album e il DVD sono stati prodotti da David Friedman, per l'etichetta MIDDER Music.
- Beautiful Baby (1991; MMCD001)
- Come Rain or Come Shine (1992; MMCD002)
- My Foolish Heart (1993; MMCD003)
- Just in Time for Christmas (1994; MMCD004)
- Listen to My Heart (1995; MMCD005)
- What's Good about Goodbye? (1996; MMCD006)
- Live at Tavern on the Green (2005; MMCD007)
- Ask Me Again (2008; MMCD008, 2-CD set)
- I'll Be Here With You (2008; DVD)